# Nicole Krieger
Nicole Krieger (* 21. Mai 1975 in Dessau) ist eine deutsche Fernsehmoderatorin, Vortragsrednerin, Journalistin und Autorin.

## Leben
Ihre journalistische Laufbahn begann Nicole Krieger als freie Journalistin für Tageszeitungen. Ab 1998 war sie Volontärin in der Nachrichtenredaktion beim Fernsehsender B.TV Baden-Württemberg. Von 1999 an war sie dort als Nachrichtenmoderatorin auf Sendung. Bis 2001 arbeitete sie als feste Redakteurin und Nachrichtenanchor von B.TV Aktuell.
2002 ging sie als freie Autorin zum Hessischen Rundfunk und produzierte zahlreiche Filmbeiträge für die Sendung Service Natur. 2003 übernahm Nicole Krieger die Moderation der TV-Sendung „Gesundheit aktuell“, die auf RNF und Bwfamily ausgestrahlt wurde. 2006 wurde die Sendung eingestellt. 2007–2008 war sie als Moderatorin mit einem Sozialmagazin bei Rhein-Main TV zu sehen. Seit 2009 präsentiert sie die Gesundheitssendung „Neues aus der Medizin“ auf NRW.TV und Bwfamily.
Mit dem Dokumentarfilm „Ayurveda – Das Wissen vom Leben“ war sie als Regisseurin auf internationalen Filmfestivals vertreten.
Seit 2010 leitet sie die Moderatorenschule Baden-Württemberg in Karlsruhe, wo sie Menschen beibringt, überzeugend und sicherer bei Moderationen und Präsentationen aufzutreten.
Seit 2018 ist Nicole Krieger Präsidentin des Moderatorenverbands Deutschland e.V.
Nicole Krieger ist verheiratet und hat zwei Kinder.

## Publikation
- Nicole Krieger: Die Gastgeber-Methode: Konferenzen, Tagungen, Veranstaltungen, Diskussionen kompetent und erfolgreich moderieren. Beltz, 2017.
- Nicole Krieger: Mini-Handbuch Moderationsbusiness: Kundenakquise, Selbstpräsentation, Honorare. Beltz 2019
- Präsentation im Job: Bitte nicht langweilen. Gastbeitrag Süddeutsche Zeitung[2]

## Filmografie (Regie)
- 1999 Halle 10 Jahre nach der Wende – Reportage
- 2004 Duft Qi Gong – die chinesische Heilgymnastik – Lehrfilm
- 2006 Ayurveda – Das Wissen vom Leben – Dokumentarfilm
- 2008 Fastenwandern – Kurzdoku
- 2008 Der letzte Tanz  –  Kurzfilm
- 2009 LOHAS – der grüne Lifestyle